# Kurt Edler

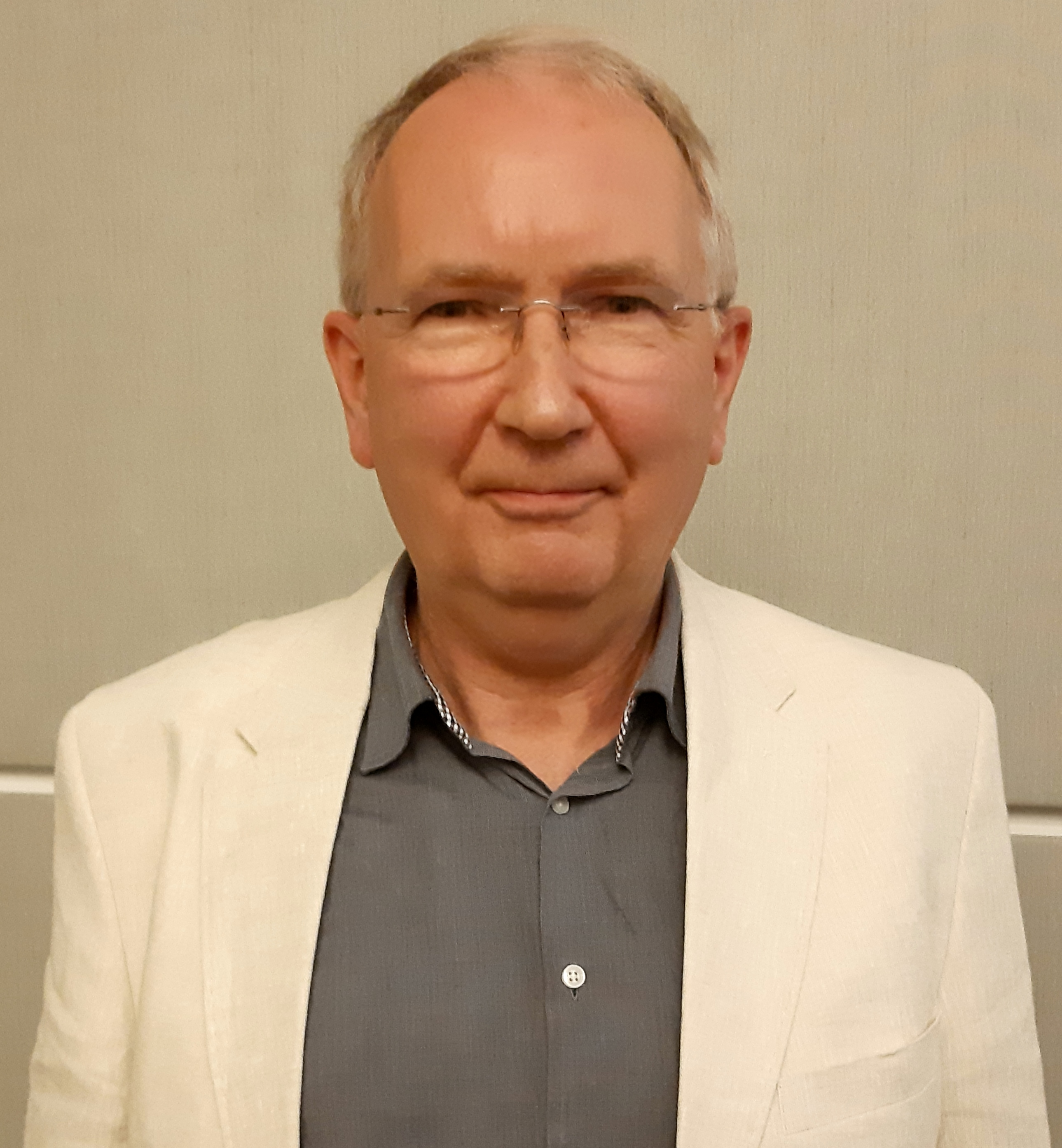
Kurt Edler (2019)

Kurt Edler (* 10. April 1950 in Oldenburg; † 19. Dezember 2021) war ein deutscher Lehrer und Hamburger Politiker der Grün-Alternativen Liste (GAL).

## Leben
Als Kind lebte Kurt Edler in Norden, bevor die Familie an seinen Geburtsort Oldenburg i.O. zurückzog. Edler bestand 1968 sein Abitur und studierte von 1969 bis 1975 an der Universität Kiel Psychologie und der Universität Hamburg Romanistik und Germanistik. 1976/77 folgte ein Referendariat und seit 1977 arbeitete er als Lehrer an verschiedenen Schulen in Hamburg, unter anderem an der Staatlichen Fremdsprachenschule, der Bruno-Tesch-Gesamtschule und der Max-Brauer-Schule. Von 1999 bis 2004 unterrichtete er am Albrecht-Thaer-Gymnasium in Hamburg-Stellingen. Von 2004 bis 2015 war er Referatsleiter am Landesinstitut für Lehrerbildung und Schulentwicklung in Hamburg.
Seit seiner Pensionierung 2015 war er freiberuflich als Referent für Demokratiepädagogik und Extremismusprävention tätig, wofür er neben der Mitwirkung an Tagungen und Workshops auch mit Hamburger Schulen kooperierte. Von 2008 bis 2017 war Edler Vorsitzender der Deutschen Gesellschaft für Demokratiepädagogik und von 2009 bis 2018 von der Kultusministerkonferenz beauftragter Länderkoordinator im Programm „Education for Democratic Citizenship and Human Rights“ beim Council of Europe. Er saß im wissenschaftlichen Beirat des luxemburgischen Zentrums fir politesch Bildung und war seit 2017 als Gründungsmitglied im extremislos e.V. aktiv. Bis zu seinem Tod war er Vorstand der Spielplatzinitiative Ottensen e.V.
Edler verstarb 71-jährig und wurde auf dem Hamburger Friedhof Bernadottestraße beigesetzt.

## Politik

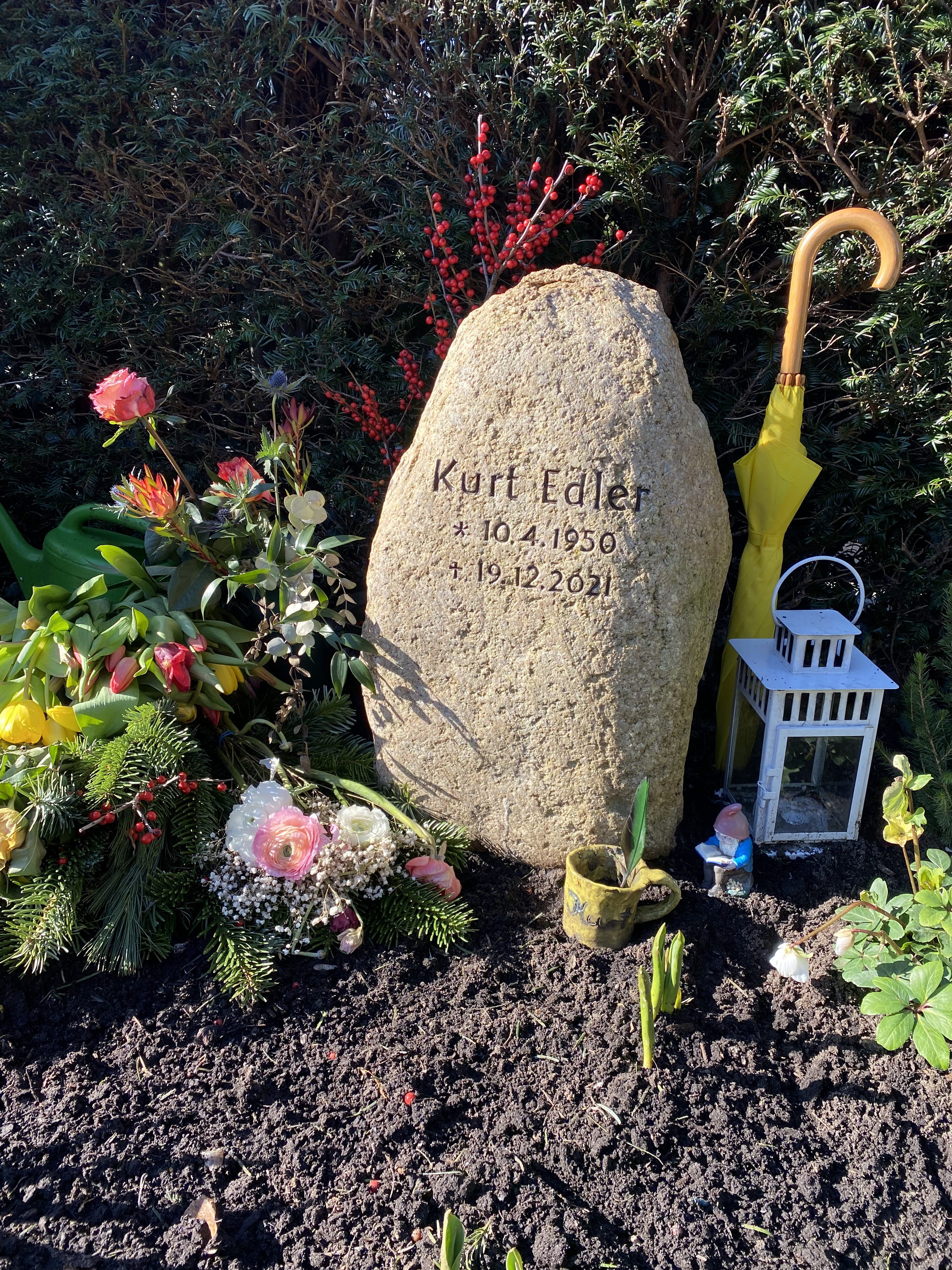
Grabstätte auf dem Friedhof Bernadottestraße

Edler entfaltete erste politische Engagements in der GEW, in die er 1972 eintrat, in der studentischen Selbstverwaltung der Universität Hamburg und in der Anti-Atomkraft-Bewegung. 1981 war er Mitbegründer der Alternativen Liste Hamburg (AL) und der Grün-Alternativen Liste (GAL). Innerhalb der Partei war er von 1988 bis 1990 im GAL-Landesvorstand tätig. 1990 war er an der Gründung der GAL-Abspaltung „Grünes Forum“ beteiligt, die sich aus Protest gegen die Abgrenzung der Mehrheits-GAL gegen die demokratische Bürgerrechtsbewegung in der DDR gebildet hatte. Nach der Wiedervereinigung Deutschlands sowie der Vereinigung der Grünen mit dem Bündnis 90 war Edler erneut Mitglied im Landesvorstand. Von 2000 bis 2001 war er zusammen mit Antje Radcke Vorstandssprecher der GAL Hamburg. Er war Mitglied der Rechtsextremismus-Kommission, die beim Bundesvorstand Bündnis 90/Die Grünen bis 2008 bestand.

## Mandate
Erstmals von 1985 bis 1986 und dann von 1993 bis 1997 war Edler Mitglied der Hamburgischen Bürgerschaft. Im Januar 1985 übernahm Edler sein Mandat im Rahmen eines in der Hamburger Politik einmaligen Rotationsprinzips von einem ausscheidenden GAL-Politiker. Die GAL wechselte nach der Hälfte der Wahlperiode alle acht Mandatsträger aus. Bei dem erneuten Einzug ins Parlament 1993 war er für seine Fraktion im Schulausschuss sowie als ständiger Vertreter im Haushaltsausschuss. Zudem war er schulpolitischer Sprecher der Fraktion.

## Veröffentlichungen
- Das sozialistische Erbe der GRÜNEN, in: Beate Meyer/Joachim Szodrzynski (Hrsg.): Vom Zweifeln und Weitermachen. Fragmente der KPD-Geschichte. Für Helmuth Warnke zum 80. Geburtstag, Hamburg, Ergebnisse-Verlag, 1988 (S. 141–153), ISBN 3-925622-42-X
- Islamismus als pädagogische Herausforderung. Stuttgart (Kohlhammer) 2015, ISBN 978-3-17-028444-9
- Demokratische Resilienz – auf den Punkt gebracht. Debus Pädagogik Verlag. Schwalbach/Ts. 2017.